# Catathyridium jenynsii
Catathyridium jenynsii, conocido vulgarmente con el nombre de lenguado de río, es una especie del género de peces Catathyridium, de la familia Achiridae y de la orden de los Pleuronectiformes. Habitan en ambientes acuáticos de agua dulce subtropicales del centro y este de América del Sur.

## tamaño
Hasta 25/30 centímetros en adultos.

## Taxonomía
Esta especie fue descrita originalmente en el año 1862 por el zoólogo británico, nacido en Alemania, Albrecht Carl Ludwig Gotthilf Günther. La localidad tipo es: «Río de la Plata».

## Distribución
Habita en las cuencas de los ríos Paraná y Uruguay, en aguas de la Argentina, Brasil, Paraguay y Uruguay.